# غريغ ك.
غريغ ك. (بالإنجليزية: Greg K)‏ هو عازف باس أمريكي، ولد في 20 يناير 1965 في غلينديل في الولايات المتحدة.

## وصلات خارجية
- غريغ ك. على موقع IMDb (الإنجليزية)
- غريغ ك. على موقع ميوزك برينز (الإنجليزية)
- غريغ ك. على موقع أول ميوزيك (الإنجليزية)
- غريغ ك. على موقع ديسكوغز (الإنجليزية)
- غريغ ك. على موقع قاعدة بيانات الفيلم (الإنجليزية)